# Саломинао
Саломинао (груз. სალომინაო, до 1991 года — Кирови) — село в Грузии, на территории Ванского муниципалитета края (мхаре) Имеретия.

## География
Село находится в западной части Грузии, к югу от реки Корисцкали, на расстоянии приблизительно 15 километров (по прямой) к востоку от города Вани, административного центра муниципалитета. Абсолютная высота — 217 метров над уровнем моря.

## Население
По результатам официальной переписи населения 2014 года, в Саломинао проживало 782 человека (394 мужчины и 388 женщин). В национальной структуре населения грузины составляли 99,7 %, армяне — 0,15 %, русские — 0,15 %.
| Год  | Население, человек |
| ---- | ------------------ |
| 2002 | 1134               |
| 2014 | ↘ 782              |